# Cecil Griffiths

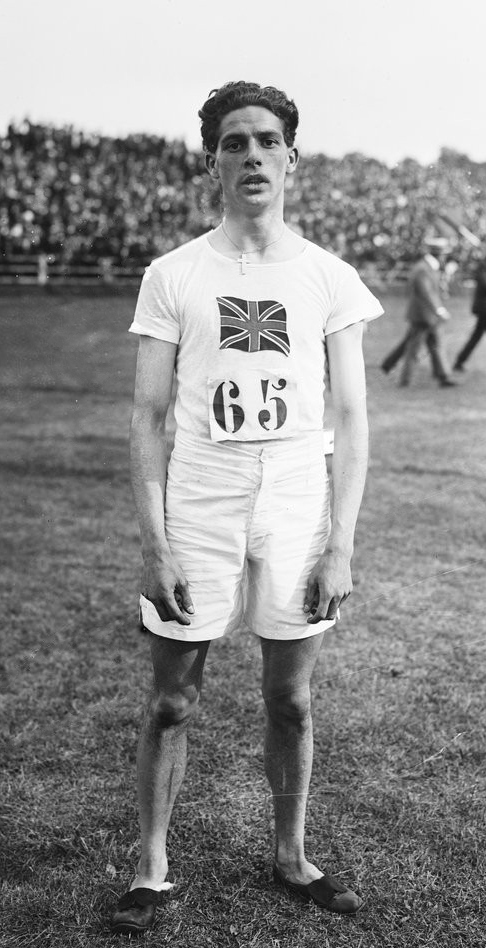
Cecil Griffiths 1921

Cecil Griffiths (Cecil Richmond Griffiths; * 20. Januar 1901 in Worcester; † 29. Juli 1973 in Great Barrington, Gloucestershire) war ein britischer Leichtathlet, der in den frühen 1920er Jahren im 400- und 800-Meter-Lauf erfolgreich war.
Griffiths wurde zweimal AAA-Meister über 880 Yards:
- 1923 in 1:56,6 min
- 1925 in 1:57,2 min

Bei den Olympischen Spielen 1920 in Antwerpen konnte er krankheitshalber an den Einzelrennen über 400 Meter nicht teilnehmen. In der britischen 4-mal-400-Meter-Staffel gewann er dagegen mit der britischen Mannschaft in der Besetzung Griffiths, Robert Lindsay, John Ainsworth-Davis und Guy Butler die Goldmedaille in 3:22,2 min vor Südafrika (Silber in 3:24,2 min) und Frankreich (Bronze in 3:24,8 min) ein.
Auch bei den Olympischen Spielen 1924 in Paris wollte er an den Start gehen, wurde jedoch in letzter Minute von der Teilnahme ausgeschlossen, nachdem bekannt geworden war, dass er von einem französischen Messeveranstalter Geld für einen Start bei einem Schaulaufen genommen hatte.
Griffiths lebte in Neath und arbeitete als Buchhalter in einem Kaufhaus in Edgeware. Sein Trainer war Cyril Vowles.